# Sete Santos (Filippo Lippi)
Sete Santos é uma têmpera sobre painel pintada pelo mestre renascentista italiano Filippo Lippi, datada de c. 1449-1459, na coleção da National Gallery (Londres). É um pingente da Anunciação, também na Galeria Nacional. As lunetas foram encomendadas como parte da decoração do Palazzo Medici Riccardi em Florença, onde provavelmente foram colocadas acima de uma porta ou cama.

## História
Há um consenso geral sobre a autoria dos painéis de Lippi, mas sua datação é menos certa; eles foram produzidos em algum momento entre o nascimento de Lourenço, o Magnífico, em 1449, e a conclusão do mobiliário do palácio em 1459. Que seu patrono pertencia à família Médici é testemunhado pela presença do brasão de Pedro de Cosme de Médici (três penas cruzadas por um anel com diamante e cartucho) na base da pequena coluna com um vaso que divide a pintura em duas.

## Descrição e Estilo
No centro está São João Batista, padroeiro de Florença, ladeado pelos Santos Cosme e Damião (protetores dos Médici, e em particular de Cosimo de' Medici, pai de Piero). À direita, em primeiro plano, está São Pedro de Verona, protetor de Piero di Cosimo de' Medici, e ao lado dele está São João Evangelista, protetor de seu irmão Giovanni. À esquerda, em primeiro plano, estão São Francisco de Assis, o padroeiro de Pierfrancesco, o Velho (primo de Piero), e São Lourenço, padroeiro de seu tio, Lorenzo, o Velho.